# (29258) 1993 FX11
(29258) 1993 FX11 est un astéroïde de la ceinture principale d'astéroïdes découvert en 1993.

## Description
(29258) 1993 FX11 a été découvert le 17 mars 1993 à l'observatoire de La Silla, au Chili, par le programme Uppsala-ESO Survey of Asteroids and Comets (UESAC) .

### Caractéristiques orbitales
L'orbite de cet astéroïde est caractérisée par un demi-grand axe de 2,33 ua, un périhélie de 2,07 ua, une excentricité de 0,11 et une inclinaison de 5,62° par rapport à l'écliptique. Du fait de ces caractéristiques, à savoir un demi-grand axe compris entre 2 et 3,2 ua et un périhélie supérieur à 1,666 ua, il est classé, selon la JPL Small-Body Database, comme objet de la ceinture principale d'astéroïdes.

### Caractéristiques physiques
(29258) 1993 FX11 a une magnitude absolue (H) de 15,9 et un albédo estimé à 0,224.